# سر و قلبم
«سر و قلبم» (انگلیسی: My Head & My Heart) ترانه‌ای از خوانندهٔ آمریکایی ایوا مکس است. این ترانه در ۱۹ نوامبر ۲۰۲۰ از طریق آتلانتیک رکوردز منتشر شد. این ترانه در نسخهٔ دیجیتال نخستین آلبوم استودیویی مکس به نام بهشت و جهنم (۲۰۲۰) گنجانده شده‌است. این یک ترانه پاپ و رقص است که توسط اماندا ایوا کوچی، سیرکوت، مدیسون لاو، الکسی پوتخین، سرگئی ژوکوف، توماس اریکسن و تیا اسکولا نوشته شده‌است و سیرکوت، ایرولف و جوناس بلو آن را تهیه کرده‌اند.
«سر و قلبم» در شمارهٔ ۴۵ بیلبورد هات ۱۰۰ ایالات متحده و در شماره ۱۸ جدول تک‌آهنگ‌های بریتانیا قرار گرفت. موزیک ویدیوی همراه ترانه توسط چارم لادونا و امیل ناوا کارگردانی شد. این موزیک ویدیو مکس را در حال اجرای برنامه رقص در داخل یک کلوپ شبانه به تصویر می‌کشد.